# 蓝头八色鸫
蓝头八色鸫（学名：Hydrornis baudii），是八色鸫科蓝八色鸫属的一种，分布于文莱、印度尼西亚和马来西亚。全球活动范围约为608,000平方千米。该物种的保护状况被评为易危。
蓝头八色鸫的平均体重约为66.5克。栖息地包括亚热带或热带的湿润低地林、亚热带或热带严重退化的前森林和河流、溪流。